# Блок-шот

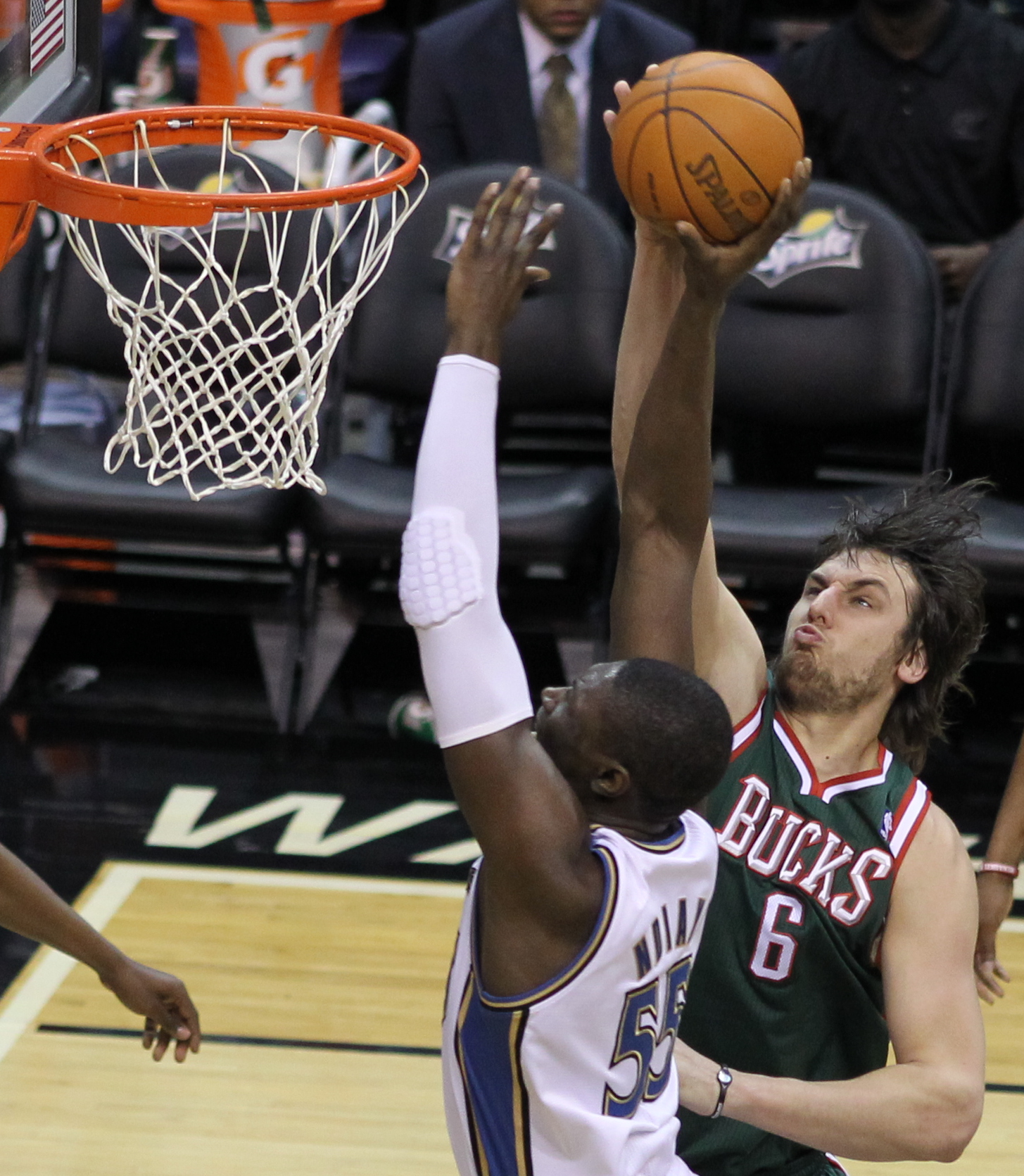
блок-шот в исполнении Эндрю Богута

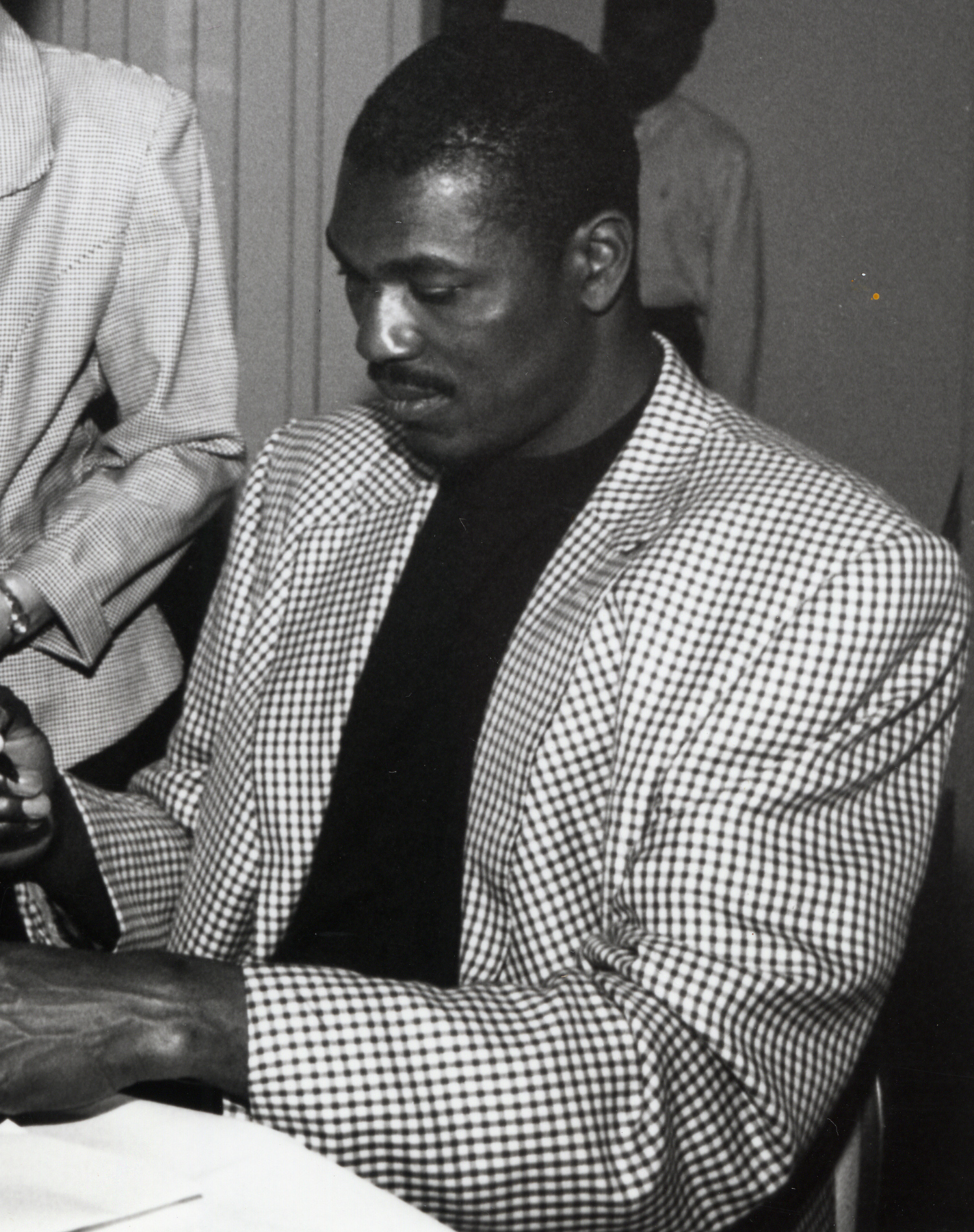
Хаким Оладжьювон (213 см) — лидер по блок-шотам в истории НБА

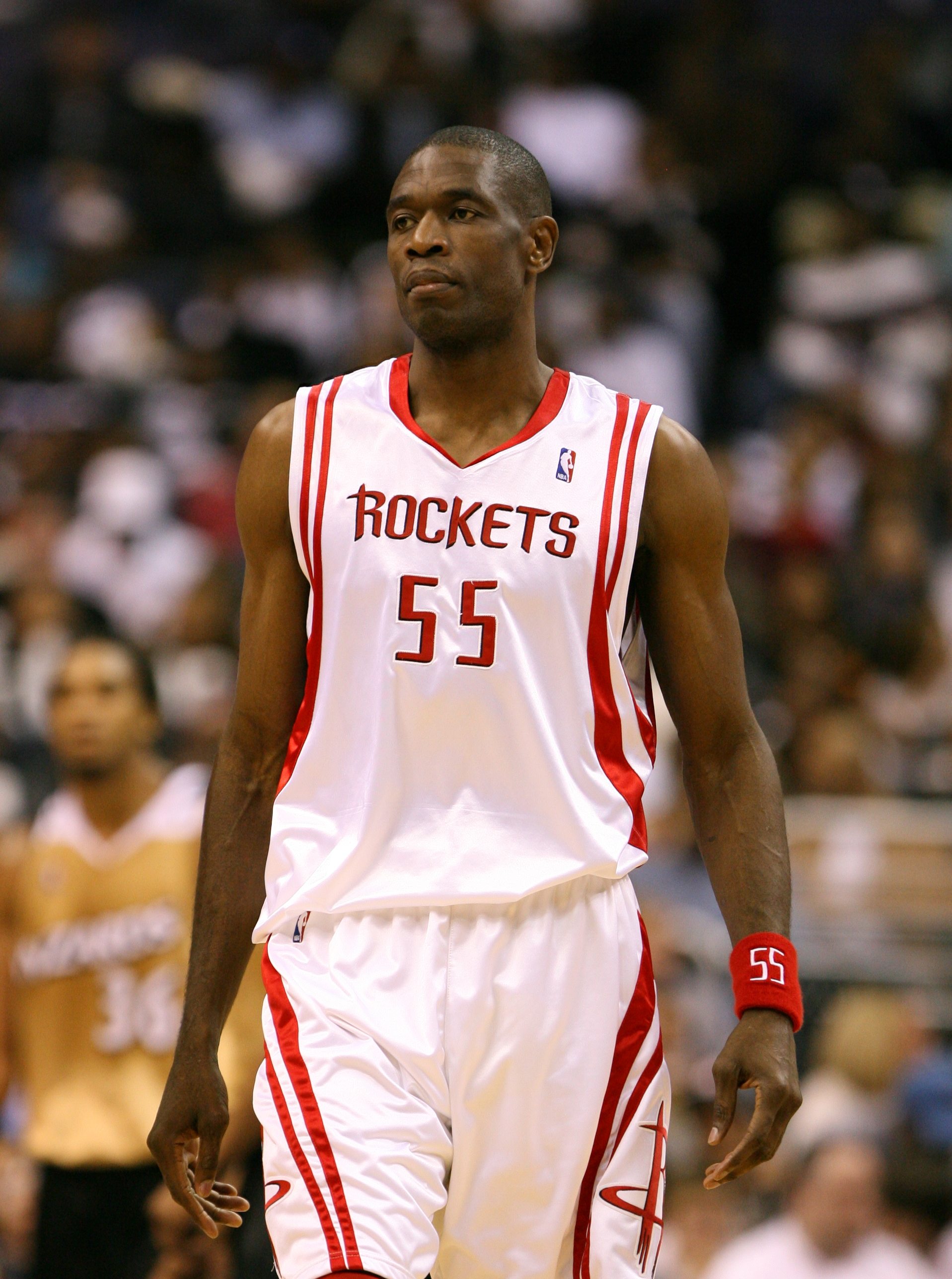
Дикембе Мутомбо трижды подряд (1994—1996) был лидером по блок-шотам за сезон в НБА

Блок-шот или блок (англ. blocked shot «заблокированный бросок») — баскетбольный термин, означающий ситуацию, когда игрок защиты блокирует по правилам бросок соперника. Основными блокирующими игроками являются игроки передней линии — центровые и тяжёлые форварды. Однако игроки других позиций, имеющие хороший прыжок и координацию, зачастую становятся лучшими в данном показателе. Блок — показатель, характеризующий действия баскетболиста в защите.
В НБА блок-шоты стали официально подсчитываться с сезона 1973/1974. Признанными блокирующими в России являются Андрей Кириленко и Виктор Хряпа. Кириленко стал первым форвардом в истории НБА, завершившим сезон на первом месте по показателю «Блок-шотов в среднем за игру», который равен 3,32 (регулярный сезон 2004/05). Все 15 его предшественников были центровыми.

## Рекорды по блок-шотам в НБА
- Наибольшее количество блок-шотов за игру: Элмор Смит (17)
- Наибольшее количество блок-шотов за половину игры: Элмор Смит, Джордж Джонсон, Мануте Бол (по 11)
- Наибольшее количество блок-шотов в среднем за игру за сезон: Марк Итон (5,56)
- Наибольшее количество блок-шотов за карьеру: Хаким Оладжьювон (3830)
- Наибольшее количество блок-шотов в среднем за игру за карьеру: Марк Итон (3,50)
- Наибольшее количество блок-шотов в матче финала НБА: Дуайт Ховард (9)
- Наибольшее количество блок-шотов в матче плей-офф: Марк Итон, Хаким Оладжьювон, Эндрю Байнам (по 10)

## Лидеры по блок-шотам в регулярных сезонах в истории НБА
Синим выделены действующие игроки
| №  | Игрок               | Блок-шоты | Игры | В ср. |
| -- | ------------------- | --------- | ---- | ----- |
| 1  | Хаким Оладжьювон    | 3830      | 1238 | 3,09  |
| 2  | Дикембе Мутомбо     | 3289      | 1196 | 2,75  |
| 3  | Карим Абдул-Джаббар | 3189      | 1560 | 2,57  |
| 4  | Марк Итон           | 3064      | 875  | 3,50  |
| 5  | Тим Данкан          | 3020      | 1392 | 2,17  |
| 6  | Дэвид Робинсон      | 2954      | 987  | 2,99  |
| 7  | Патрик Юинг         | 2894      | 1183 | 2,45  |
| 8  | Шакил О’Нил         | 2732      | 1207 | 2,26  |
| 9  | Три Роллинс         | 2542      | 1156 | 2,20  |
| 10 | Роберт Пэриш        | 2361      | 1611 | 1,47  |
| 11 | Алонзо Моурнинг     | 2356      | 838  | 2,81  |
| 12 | Маркус Кэмби        | 2331      | 973  | 2,40  |
| 13 | Дуайт Ховард        | 2228      | 1242 | 1,79  |
| 14 | Бен Уоллес          | 2137      | 1088 | 1,96  |
| 15 | Шон Брэдли          | 2119      | 832  | 2,55  |
| …  | …                   | …         | …    | …     |
| 18 | Брук Лопес          | 2060      | 1105 | 1,86  |
| 25 | Энтони Дэвис        | 1815      | 787  | 2,31  |
| 30 | Руди Гобер          | 1718      | 829  | 2,07  |
| 37 | Деандре Джордан     | 1568      | 1111 | 1,41  |
| 45 | Майлз Тёрнер        | 1412      | 642  | 2,20  |